# Janez Podobnik
Janez Podobnik, slovenski zdravnik in politik, * 17. september 1959, Cerkno.
Podobnik je nekdanji predsednik Državnega zbora Republike Slovenije. Je tudi večletni državnozborski poslanec, v času prve Janševe vlade pa je bil minister za okolje in prostor. Med letoma 2003 in 2007 je bil predsednik Slovenske ljudske stranke.

## Življenjepis
Leta 1984 je diplomiral na Medicinski fakulteti Univerze v Ljubljani. Naslednji 8 let je deloval kot zdravnik splošne medicine v Idriji in v Cerknem.
Leta 1990 je vstopil v politično življenje in postal župan Idrije in občinski svetnik (občinski svetnik je še zdaj). Po osamosvojitvi Cerkna v samostojno občino, je bil med letoma 1994 in 1998 župan Cerknega.
Leta 1992 je bil izvoljen v 1. državni zbor Republike Slovenije; v tem mandatu je bil član naslednjih delovnih teles:
- Komisija za volitve, imenovanja in administrativne zadeve (podpredsednik; od 26. februarja 1993),
- Komisija za volitve, imenovanja in administrativne zadeve (do 26. februarja 1993),
- Komisija za lokalno samoupravo,
- Komisija za vprašanja invalidov in
- Odbor za zdravstvo, delo, družino in socialno politiko.

V letih 1992, 1996 in 2000 je bil izvoljen za poslanca Državnega zbora Republike Slovenije, v letih 1996-2000 pa je bil tudi predsednik Državnega zbora Republike Slovenije.
Leta 2000 je postal vodja poslanske skupine Slovenske ljudske stranke.
Od leta 2004 do leta 2008 je bil minister za okolje in prostor Republike Slovenije.
Tudi njegov brat Marjan je politik.